# خورخي دانيال كارداسيو
خورخي دانيال كارداسيو (بالإسبانية: Jorge Daniel Cardaccio) هو لاعب كرة قدم أوروغواياني في مركز الوسط، ولد في 14 فبراير 1959 في مونتيفيديو في الأوروغواي. لعب مع سنترال إسبانيول وغريميو بورتو أليغرينزي ونادي ديبورتيفو تولوكا وناسيونال مونتيفيديو.

## وصلات خارجية
- خورخي دانيال كارداسيو على موقع الاتحاد الأوربي (الإنجليزية)
- خورخي دانيال كارداسيو على موقع قاعدة بيانات كرة القدم.إي يو (الإنجليزية)